# 新德里
新德里，又译紐德里，是印度的首都，印度联邦政府所在地，也是印度大都市区德里的一个区。它位于印度西北部，座落在恒河支流亞穆納河西岸，东北紧连舊德里（沙贾汉纳巴德）。整个德里國家首都轄區面积1,482平方公里，人口1,637万（2011年）；其中新德里人口1,337万。2013年4月「世界城市區域研究」（Demographia World Urban Areas）發布第9屆調查報告，世界大都市依照人口數排名第4，约2,282萬人。新德里是全国的政治、经济和文化中心。新德里是典型的放射型城市，城市以姆拉斯广场为中心，城市街道成辐射状、蛛网式地伸向四面八方。宏伟的建筑群大多集中于市中心。政府主要机构集中在市区从总统府到印度门之间绵延几公里的宽阔大道两旁。国会大厦为大圆盘式建筑，四周绕以白色大理石高大圆柱，是中亚式的建筑，屋檐和柱头的雕饰又为印度风格。总统府屋顶为巨大的半球形结构，带有莫卧儿王朝的遗风。城市西端的康瑙特市场建筑新巧，呈圆盘形，是新德里的最大商业中心。新德里还是全国交通的中心，有5条国家级公路、6条铁路与各地相通，还建有两座机场。新德里的奠基石是喬治五世在1911年德里杜爾巴期间奠定的。它由英國建築師埃德溫·魯琴斯爵士和赫伯特·貝克爵士設計。新首都於1931年2月13日由印度總督艾文勳爵揭幕。

## 历史

### 設立

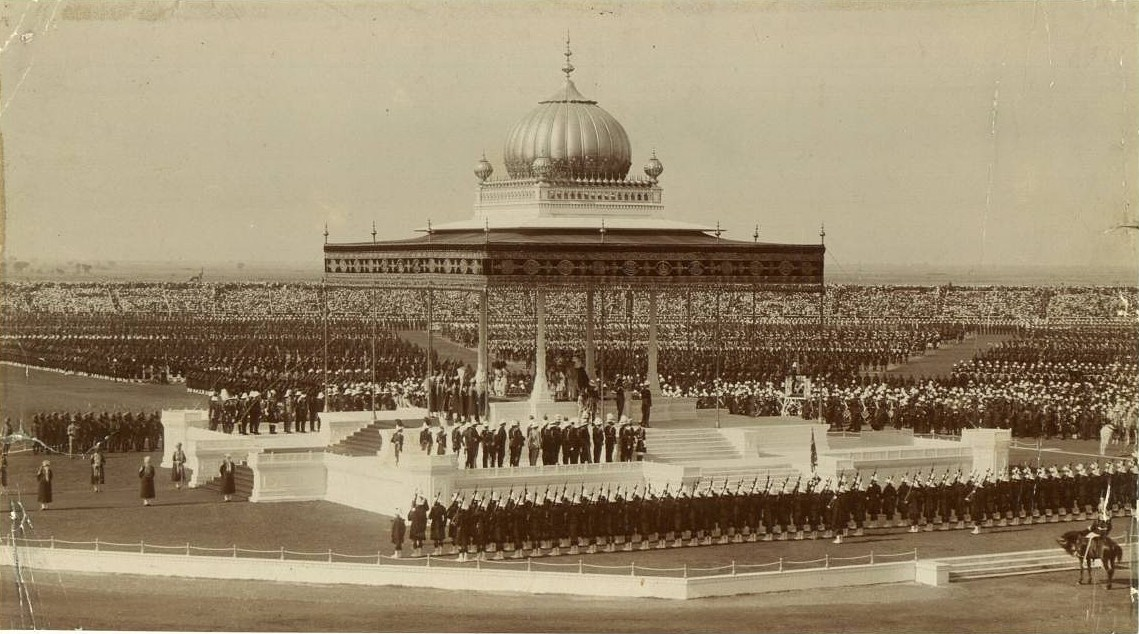
1911年德里杜尔巴，乔治五世和玛丽坐在台上

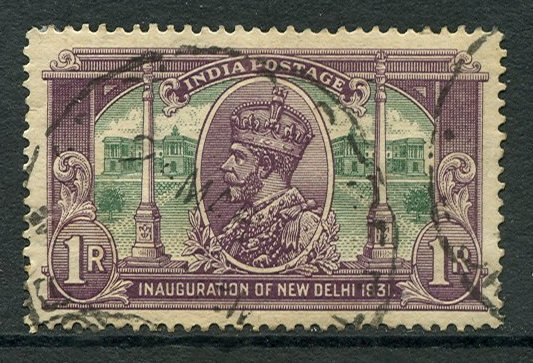

加爾各答在英國殖民時期一直是印度的首都，直到1911年12月。加爾各答自19世紀末以來就成為印度獨立運動的中心。該運動引起了大規模的政治抗議，包括在加爾各答暗殺了英國官員。公眾中的反英情緒導致對英國商品的完全抵制，這迫使殖民政府重新統一了孟加拉國，並立即將印度首都轉移到了新德里。
德里曾是古印度，德里蘇丹國和蒙兀兒帝國1649年至1857年的政治和金融首都。1900年代初，英國政府提出了一項將其首都遷往印度内陸的提議，從印度東海岸的加爾各答迁到德里。英治印度政府認為，從印度北方中部的德里管理印度在邏輯上會更容易。根據1894年《土地收購法》，獲得了用於建設新德里的土地。
1911年12月12日德里杜爾巴期間，兼任印度皇帝的喬治五世和瑪麗皇后宣布將英屬印度的首都從加爾各答轉移到德里。三天后，乔治五世和他的王妃玛丽王后在金斯威营地为新德里奠基。新德里的大部分由埃德温-卢廷斯和赫伯特-贝克规划，他们都是 20 世纪英国著名的建筑师。合同由索巴-辛格（Sobha Singh）签订。最初的计划是在图格拉卡巴德要塞内的图格拉卡巴德建造，但由于德里-卡尔库塔干线穿过要塞，因此放弃了这一计划。园艺和种植园规划工作由 A.E.P. Griessen 和 William Mustoe 领导。一戰後修建真正開始，並於1931年完成。這座城市後來被稱為“魯琴斯的德里”，由印度總督艾文勳爵於1931年2月10日揭幕。卢廷斯设计了这座城市的中央行政区，以证明英国的帝国抱负。
很快，魯廷斯開始考慮其他地方。事實上，由喬治-斯文頓（George Swinton）擔任主席、約翰-布羅迪（John A. Brodie）和盧迪恩斯（Lutyens）擔任成員的德里城市規劃委員會就是為規劃新的帝國首都而成立的。然而，由於發現購置必要資產的成本過高，總督否決了該報告。
德里地区在历史上曾经先后出现过八座城，最早可以追溯到孔雀帝国。在莫卧儿帝国的沙贾汗（1592－1666年）时代，兴建了留存至今的舊德里（1639年；或称“德里第七城”），当时称“沙贾汗纳巴德”。旧德里在20世纪初经历了重建。印度独立后非常重视保护自己的文化遗产和优良传统，为了保存遍地文物古迹的历史名城德里，印度将该城市整体保留了下来，在德里西南另建新都。他们完整地保留了一座古都。新德里成为了德里第八城和新独立的印度共和国的首都。

### 獨立後

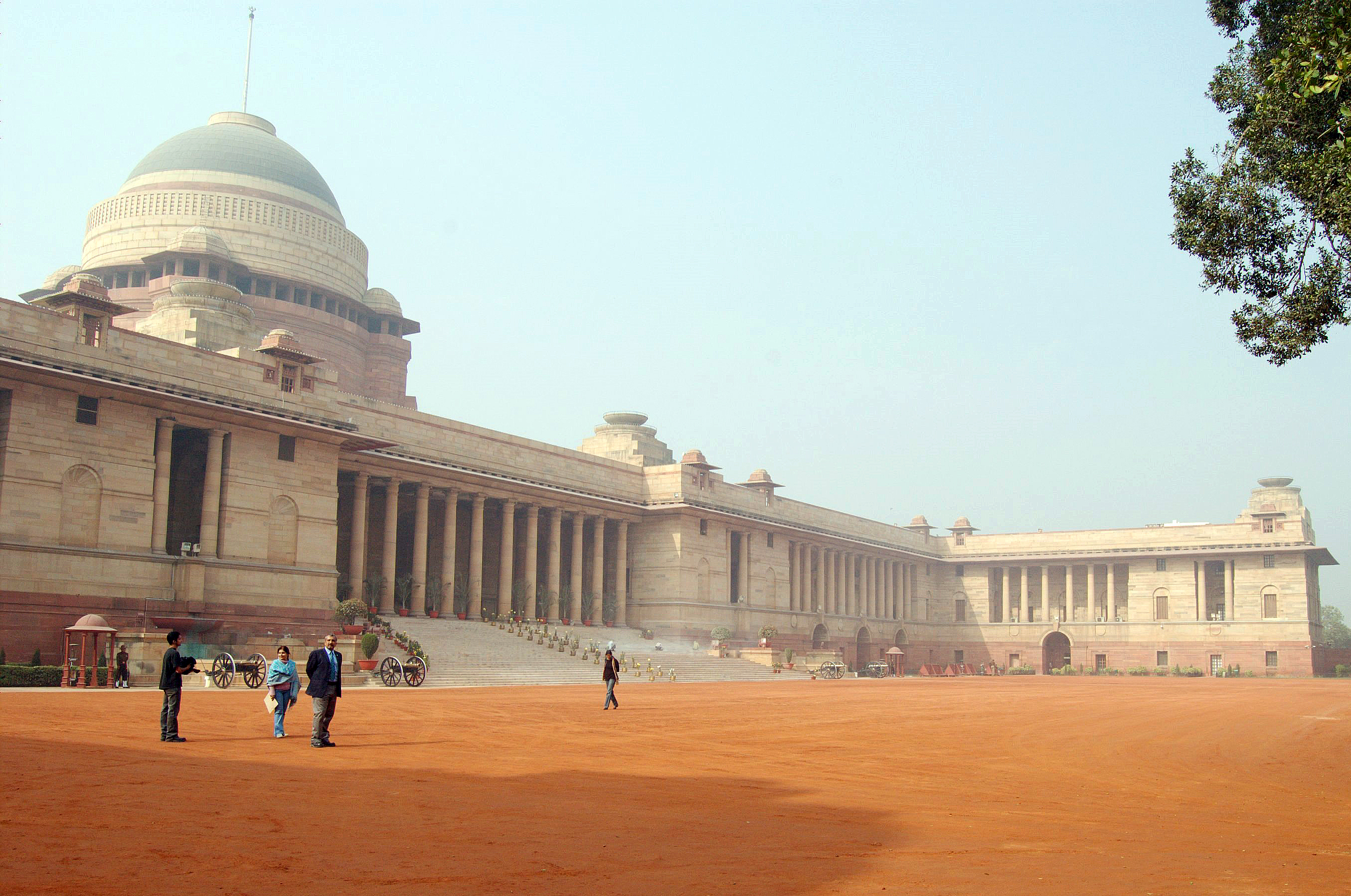
印度总统府

印度於1947年獨立後，新德里獲得了有限的自治權，並由印度政府任命的首席專員來管理。1966年，德里改建為聯邦領土，最終首席專員被副州長取代。1991年憲法（第69條修正案）宣布德里聯合領土正式稱為德里國家首都轄區。根據該制度，民選政府被賦予廣泛的權力，但新德里的法律和秩序卻不屬於中央政府。該立法的實際執行是在1993年。
1950年代，公共工程部（CPWD）在魯琴斯德里的西南部開發了大片土地，以建立外交飛地，該地被分配給大使館，官邸，香提路周圍的大使館和總理府。

## 地理

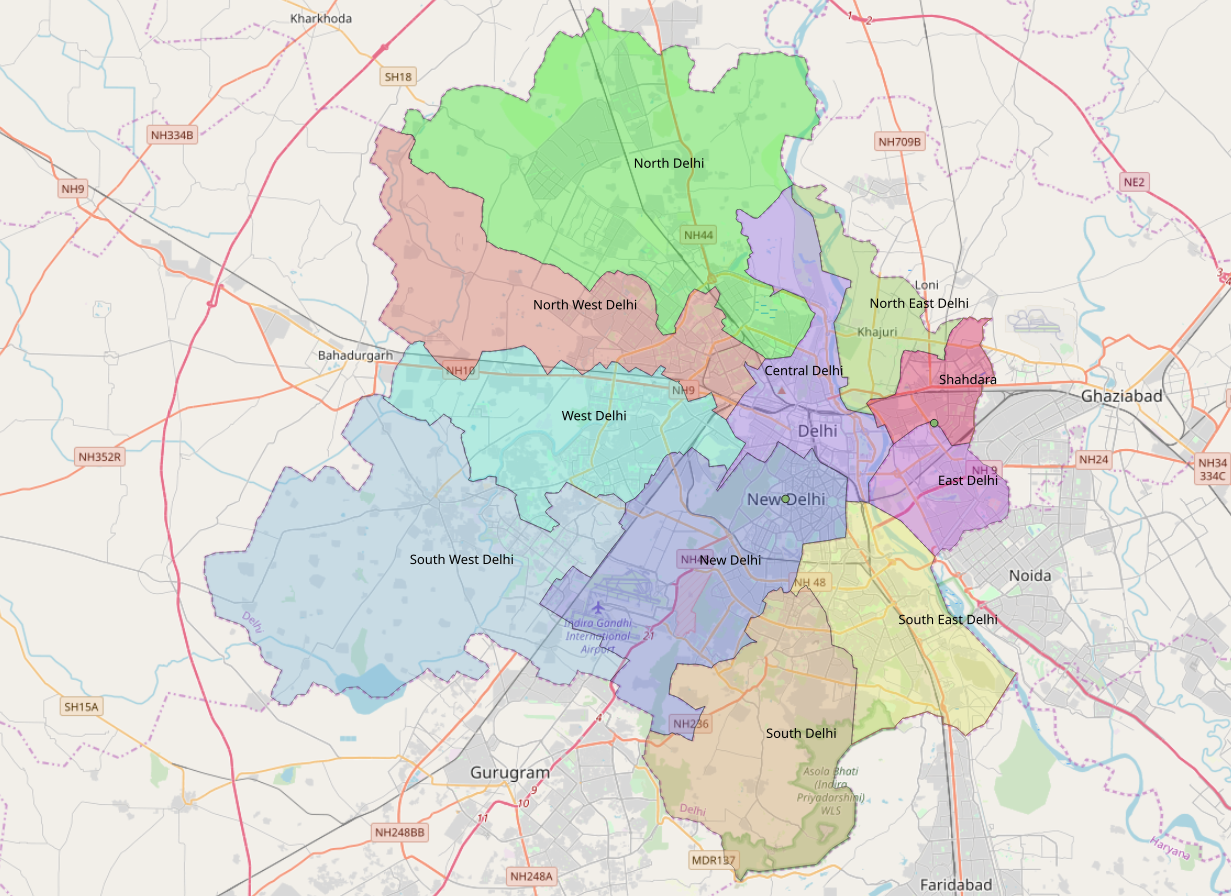
新德里（深藍）在德里國家首都轄區的位置

新德里市总面积为 42.7 平方公里（16.5 平方英里），是德里大都市区的一小部分。由于该市位于印度河-恒河平原上，因此整个城市的海拔差异很小。新德里及周边地区曾是阿拉瓦利岭的一部分，现在只剩下德里山脊，也被称为德里之肺。虽然新德里位于亚穆纳河的冲积平原上，但它基本上是一座内陆城市。河东是沙赫达拉（Shahdara）城区。

### 地勢
新德里地處印度次大陸北部，地當恒河平原和印度河平原分界處，地勢略高，較少洪澇。市區東瀕亞穆納河，西南過渡到阿拉瓦利嶺。

### 地震
新德里属于印度地震四区，因此很容易发生地震。新德里位于多条断层线上，因此地震频发，但多数强度较轻。2011 年至 2015 年期间，地震次数激增，其中最著名的是 2015 年发生的震中位于尼泊尔的 5.4 级地震、2007 年 11 月 25 日发生的 4.7 级地震、2011 年 9 月 7 日发生的 4.2 级地震、2012 年 3 月 5 日发生的 5.2 级地震以及 2013 年 11 月 12 日发生的 12 次地震群，其中包括 4 次 2.5 级、2.8 级、3.1 级和 3.3 级地震。

### 气候
新德里的气候属于亚热带季风气候，与炎热半干旱气候接壤，春夏之交较热，每年雨季平均从6月中旬开始，持续到10月初。夏季和冬季的气温和降雨量差异很大。夏季气温为 46 °C（115 °F），冬季气温约为 0 °C（32 °F）。该地区属于亚热带湿润气候，与其他许多属于这种气候类型的城市明显不同，其特点是夏季漫长而炎热，伴有沙尘暴；冬季相对干燥而温和，伴有野火雾霾，并有一个季风期。夏季漫长，从四月初一直持续到十月，季风季节出现在夏季中期。冬季从 11 月开始，在 1 月达到顶峰。年平均气温约为 25 °C（77 °F）；月日平均气温约为 13 至 34 °C（55 至 93 °F）。新德里有史以来的最高气温是 2022 年 5 月 15 日印度气象局在 Delhi Mungeshpur 录得的 49.2 °C（120.6 °F），而有史以来的最低气温是 1967 年 1 月 11 日在英迪拉·甘地国际机场（前称 Palam 机场）录得的 -2.2 °C（28.0 °F）。年平均降雨量为 774.4 毫米，6 月至 9 月的季风降雨量约为 640.4 毫米（25.21 英寸），其中大部分是在 7 月和 8 月的季风期间。
| 新德里（1951－1980） | 新德里（1951－1980） | 新德里（1951－1980） | 新德里（1951－1980） | 新德里（1951－1980） | 新德里（1951－1980） | 新德里（1951－1980） | 新德里（1951－1980） | 新德里（1951－1980） | 新德里（1951－1980） | 新德里（1951－1980） | 新德里（1951－1980） | 新德里（1951－1980） | 新德里（1951－1980） |
| 月份                 | 1月                  | 2月                  | 3月                  | 4月                  | 5月                  | 6月                  | 7月                  | 8月                  | 9月                  | 10月                 | 11月                 | 12月                 | 全年                 |
| -------------------- | -------------------- | -------------------- | -------------------- | -------------------- | -------------------- | -------------------- | -------------------- | -------------------- | -------------------- | -------------------- | -------------------- | -------------------- | -------------------- |
| 平均高温 °C（°F）    | 21.1 (70.0)          | 24.2 (75.6)          | 30.0 (86.0)          | 36.2 (97.2)          | 39.6 (103.3)         | 39.3 (102.7)         | 35.1 (95.2)          | 33.3 (91.9)          | 33.9 (93.0)          | 32.9 (91.2)          | 28.3 (82.9)          | 23.0 (73.4)          | 31.4 (88.5)          |
| 平均低温 °C（°F）    | 7.3 (45.1)           | 10.1 (50.2)          | 15.4 (59.7)          | 21.5 (70.7)          | 25.9 (78.6)          | 28.3 (82.9)          | 26.6 (79.9)          | 25.9 (78.6)          | 24.4 (75.9)          | 19.5 (67.1)          | 12.8 (55.0)          | 8.2 (46.8)           | 18.8 (65.8)          |
| 平均降水量 mm（）    | 20.3 (0.80)          | 15.0 (0.59)          | 15.8 (0.62)          | 6.7 (0.26)           | 17.5 (0.69)          | 54.9 (2.16)          | 231.5 (9.11)         | 258.7 (10.19)        | 127.8 (5.03)         | 36.3 (1.43)          | 5.0 (0.20)           | 7.8 (0.31)           | 797.3 (31.39)        |
| 来源：印度气象局     |                      |                      |                      |                      |                      |                      |                      |                      |                      |                      |                      |                      |                      |

## 经济

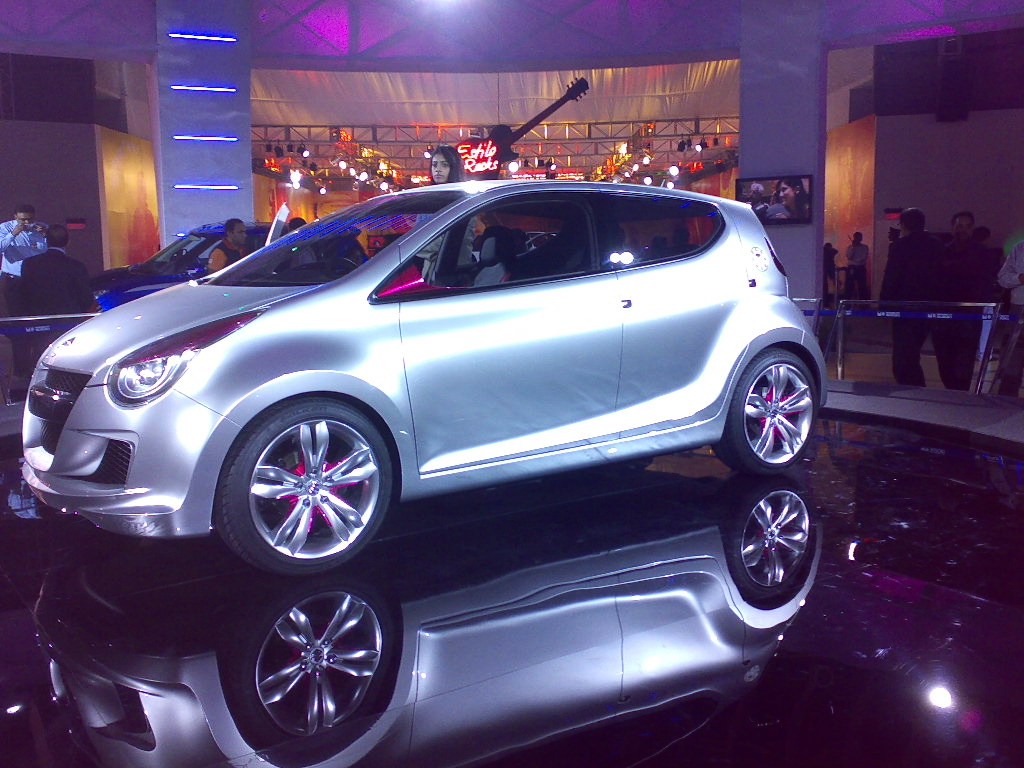
新德里的Auto Expo是亚洲最大的汽车展

Connaught Place，简称CP，是印度北方最大的商业中心之一。主要产业为IT、电信、餐饮住宿服务、金融、媒体和旅游业。

## 文化
印度龐大的政治體系和機構包容了多種族和文化。新德里是一座國際化大都市。
宗教節日包括排燈節，濕婆節，蒂伊，杜爾加·普賈，馬哈維爾·賈揚蒂，侯麗節，洛里，開齋節，古爾邦節，拉克沙·班丹和聖誕節。
2007年，日本佛教組織日本山妙法寺大僧伽決定在裝有佛遺的城市中建造一座和平塔。它由現任達賴喇嘛主持。

### 歷史古蹟，博物館和花園
新德里擁有許多歷史古蹟和博物館。國家博物館始建於1947-48年冬。1949年8月15日，國家博物館正式啟用，目前擁有200,000件印度和國外藝術品，藏品时间跨度约5,000多年。
建於1931年的印度門的靈感來自巴黎的凱旋門。它是印度的國家紀念碑，紀念在第一次世界大戰和第三次英阿戰爭中為爭奪英軍而喪生的90,000印度軍隊士兵。紀念碑現在被禁止進入內部的拱門。
国王大道（Rajpath）類似於巴黎的香榭麗舍大街，是位於新德里的印度共和國的紀念林蔭大道。一年一度的“共和國日”遊行於1月26日在這裡舉行。
甘地於1948年1月30日被暗殺前，在新德里度過了最後144天。
位於康諾特廣場的天文台由齋浦爾的Maharaja Jai Singh II建造。天文台的主要目的是編制天文表，並預測太陽，月亮和行星的時間和運動。

## 交通

### 公共汽車
公共汽車是德里最主要的交通方式，承担全市大约60%的客流量。新德里的国有德里運輸公司运作着目前全世界最大的天然气动力环保客车队。因为在1998年，印度最高法院通知要求德里的所有公共交通汽车要一律改用天然气代替旧能源。

### 城市铁路

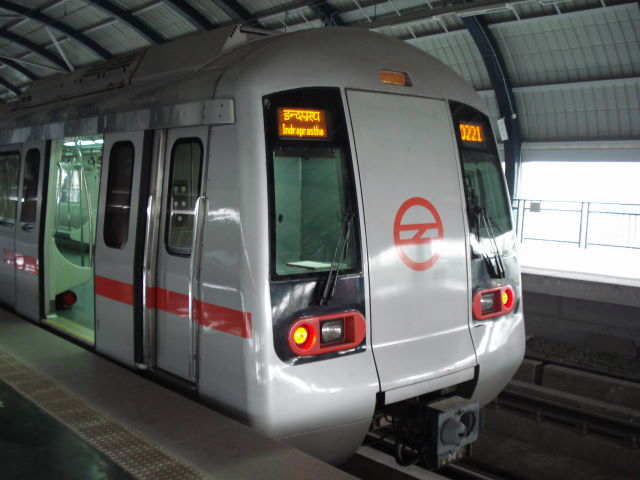
德里地铁

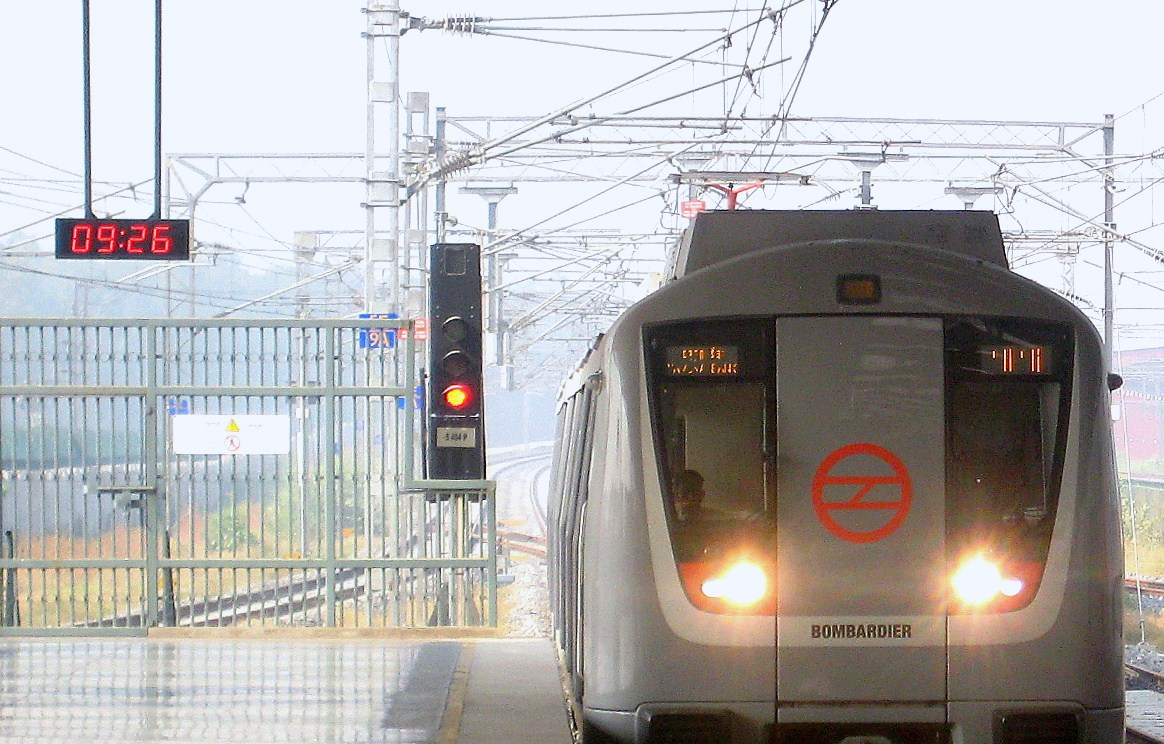

新德里的城市快速铁路系统几乎覆盖整个國家首都區，它拥有六条线，总长189.63公里，142个站点，其中35个位于地下。其线路结合了高架铁路、地面铁路与地铁，轨距有两种。平均每天有150万乘客搭乘该铁路火车；每天从当地时间6:00始到23:00终止，共发出约2700班列车。
德里城市铁路线的建设规划提出于1984年，印度政府于1995年成立专门公司负责，1998年动工，2002年第一条线路建成通车。建设一直持续到2011年（德里机场快线完工），目前仍在扩建。

### 机场

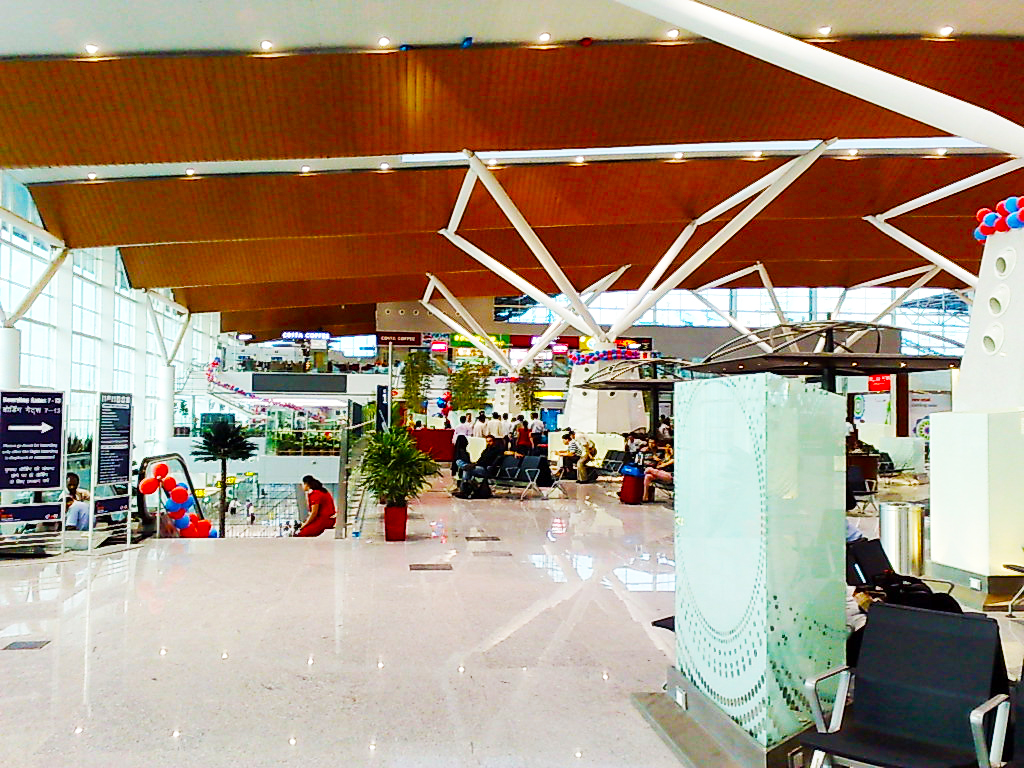
机场内景

首都的英迪拉·甘地国际机场前身为Palam機場，建于二战时期，初为军用机场，后逐渐轉为民用。1970年代大规模扩建，1986年改為現名以纪念被刺身亡的总理英迪拉·甘地。该机场在新德里西南，距市中心16公里。若以以日航班数计算，英迪拉·甘地国际机场实为全印第一。旅客年接待量目前已达4600万，预计到2030年将达到1亿。最近新建成的3号航站楼系全球第8大航站楼，还将增加3400万人次的吞吐量。

## 體育
新德里举办过2010年英联邦运动会，每年还举办德里半程马拉松徒步比赛。该市曾举办过1951年亚运会和1982年亚运会。新德里曾有意申办2018年亚运会，但因 2010年英联邦运动会中的腐败指控而于2010年8月2日被政府拒绝。

## 问题
新德里被认为是世界上空气污染最严重的大城市之一。根据2014年1月的一项报告显示，在2014年1月的前三周里新德里的日均细颗粒物的读数达到了473，是北京的同时间读数两倍。而在这三周里，新德里的细颗粒物日峰值仅有一天低于300，是世界卫生组织推荐的暴露值的12倍。2019年11月4日，此日的空气污染更是达到了近乎“爆表”的程度。机动车数量增长过快，尾气排放过大以及车辆维护不良是新德里空气质量糟糕的主要原因。

## 其它
- 2003年4月23日－2004年4月23日，为世界书都。